# 直线竹蛏
直线竹蛏（学名：Solen linearis），是帘蛤目竹蛏科竹蛏属的一种。主要分布于南海、中国大陆，常栖息在潮间带至潮下带60米、潮间带及浅海沙多泥少的海滩。